# Esgrima nos Jogos Olímpicos de Verão da Juventude de 2014 - Espada moças
As competições de espada individual feminino da esgrima nos Jogos Olímpicos de Verão de Verão da Juventude de 2014 foram disputadas a 18 de Agosto no Centro Internacional de Exposições de Nanquim em Nanquim, China. SLee Sinhee (Coreia do Sul) foi campeã, batendo a italiana Eleonora di Marchi que foi Prata. A medalha de Bronze foi ganha por Asa Linde da Suécia.

## Medalhistas
| Ouro   | KOR Lee Sinhee         |
| Prata  | ITA Eleonora de Marchi |
| Bronze | SWE Asa Linde          |

## Resultados

### Finais
|  | Semifinais             | Semifinais     |    |                     | Final                  | Final |  |
|  |                        |                |    |                     |                        |       |  |
|  |                        |                |    |                     |                        |       |  |
|  | USA Catherine Nixon    | 11             |    |                     |                        |       |  |
|  | ITA Eleonora de Marchi | 15             |    |                     |                        |       |  |
|  |                        |                |    |                     |                        |       |  |
|  |                        |                |    |                     |                        |       |  |
|  |                        |                |    |                     | ITA Eleonora de Marchi | 13    |  |
|  |                        | KOR Lee Sinhee | 15 |                     |                        |       |  |
|  |                        |                |    |                     |                        |       |  |
|  |                        |                |    |                     |                        |       |  |
|  |                        |                |    |                     | Disputa pelo bronze    |       |  |
|  |                        |                |    |                     |                        |       |  |
|  | KOR Lee Sinhee         | 15             |    | USA Catherine Nixon | 8                      |       |  |
|  | SWE Asa Linde          | 10             |    |                     | SWE Asa Linde          | 15    |  |